# Felipe Caicedo
Pour les articles homonymes, voir Caicedo.
Felipe Salvador Caicedo Corozo, surnommé Felipao, né le 5 septembre 1988 à Guayaquil, est un footballeur international équatorien évoluant au poste d'attaquant.

## Biographie

### En club

#### Début de carrière
Il débute au FC Bâle, où il évolue au poste d'attaquant en 2006-2007 et 2007-2008. Pendant la période de transfert hivernal de la saison 2007-2008, Manchester City s'offre Felipe Caicedo pour un montant de 7 millions d'euros. Peu utilisé à City, il est alors prêté, au Sporting CP en 2009, et à Malaga en 2010, afin d'avoir du temps de jeu. 
Il inscrit tout de même avec City, un doublé en Premier League, lors de la réception de Hull City, le 26 décembre 2008. Il disputement également les quarts de finale de la Ligue Europa en 2009.

#### Nouveau prêt à Levante (2010-2011)
Felipe Caicedo réalise une saison pleine au Levante UD, étant dès le mois de mars 2011 l'attaquant du club ayant inscrit le plus de buts en une seule saison (11 buts le 7 mars 2011). Il est également l'attaquant « le plus efficace » de la ligue espagnole selon le Classement Castrol (en), au sens où 40 % de ses tirs se convertissent en buts, un taux supérieur à celui obtenu au même moment par Lionel Messi et Cristiano Ronaldo, qui marquent toutefois beaucoup plus (27 et 28 buts respectivement à la même date),.

#### Lokomotiv Moscou (2011-2013)
En 2011, il rejoint le MFK Lokomotiv, pour un montant de 7,5 millions d'euros.

#### Al-Jazira (2013-2014)
En janvier 2014, il signe en faveur du club émirati d'Al-Jazira.

#### RCD Espanyol (2014-2017)
En juillet 2014, il s'engage avec le club catalan du RCD Espanyol, pour une durée de deux ans.
Il inscrit avec cette équipe, un total de 19 buts en Liga, en trois saisons. Le 9 avril 2015, il est l'auteur d'un doublé sur la pelouse du Villarreal CF (victoire 0-3).

#### Lazio Rome (2017-2021)
Le 2 août 2017, Caicedo rejoint la Lazio Rome.
Avec la Lazio, il inscrit trois buts en Serie A lors de la saison 2017-2018, puis huit buts dans ce même championnat en 2018-2019. Le 28 avril 2019, il est l'auteur d'un doublé sur lors d'un déplacement à la Sampdoria (victoire 1-2).
Avec la Lazio, il dispute également les quarts de finale de la Ligue Europa en 2018.

#### Genoa (depuis 2021)
En août 2021, Caicedo quitte la Lazio Rome. Il signe un contrat de 3 saisons avec le Genoa qui a payé 2 M€ pour s'offrir ses services.
En janvier 2022, Caicedo est prêté à l'Inter Milan pour le reste de la saison.

### En équipe nationale
Felipe Caicedo reçoit 68 sélections en équipe d'Équateur entre 2005 et 2017, inscrivant 22 buts.
Il joue son premier match en équipe nationale le 5 mai 2005, en amical contre le Paraguay (victoire 1-0). Il inscrit son premier but le 25 mars 2007, lors d'une rencontre amicale face aux États-Unis (défaite 3-1).
Il participe ensuite à la Copa América 2007 organisée au Venezuela. Lors de cette compétition, il joue deux matchs, contre le Chili (défaite 2-3), et le Brésil (défaite 1-0).
Par la suite, il dispute dix matchs rentrant dans le cadre des éliminatoires du mondial 2010, marquant un but. Il dispute ensuite la Copa América 2011, qui se déroule en Argentine. Lors de cette compétition, il se met en évidence en inscrivant un doublé contre le Brésil (défaite 4-2).
Par la suite, il joue neuf matchs rentrant dans le cadre des éliminatoires du mondial 2014, marquant sept buts. Il inscrit, lors de ces éliminatoires, un nouveau doublé, contre le Chili, en octobre 2012 (victoire 3-1). Il marque également un autre doublé lors d'une rencontre amicale face au Salvador en mars 2013, où les joueurs Équatoriens s'imposent sur le large score de 5-0. Fort de ses bonnes performances, le sélectionneur Reinaldo Rueda le retient afin de participer à la Coupe du monde 2014 organisée au Brésil. Lors de ce mondial, il joue les trois matchs de phase de poule disputés par son équipe, avec pour résultats une défaite, une victoire et un nul.
Il dispute ensuite 13 rencontres rentrant dans le cadre des éliminatoires du mondial 2018, pour sept buts marqués. Il inscrit son dernier but le 23 mars 2017, contre le Paraguay (défaite 2-1). Il joue son dernier match le 5 septembre 2017, contre le Pérou (défaite 1-2).

## Statistiques

### En club
| Saison                | Club                     | Championnat           | Championnat | Championnat | Coupe nationale | Coupe nationale | Coupe de la Ligue | Coupe de la Ligue | Supercoupe | Supercoupe | Compétition(s) continentale(s) | Compétition(s) continentale(s) | Compétition(s) continentale(s) | Total | Total |
| Saison                | Club                     | Division              | M.          | B.          | M.              | B.              | M.                | B.                | M.         | B.         | Comp.                          | M.                             | B.                             | M.    | B.    |
| 2006-2007             | FC Bâle                  | D1                    | 26          | 7           | 3               | 0               | -                 | -                 | -          | -          | -                              | -                              | -                              | 29    | 7     |
| 2007-2008             | FC Bâle                  | D1                    | 18          | 4           | 3               | 0               | -                 | -                 | -          | -          | C3                             | 8                              | 3                              | 29    | 7     |
| Sous-total            | Sous-total               | Sous-total            | 44          | 11          | 6               | 0               | -                 | -                 | -          | -          | -                              | 8                              | 3                              | 58    | 14    |
| 2007-2008             | Manchester City          | PL                    | 9           | 0           | -               | -               | -                 | -                 | -          | -          | -                              | -                              | -                              | 9     | 0     |
| 2008-2009             | Manchester City          | PL                    | 17          | 4           | 1               | 0               | 1                 | 0                 | -          | -          | C3                             | 6                              | 3                              | 25    | 7     |
| Sous-total            | Sous-total               | Sous-total            | 26          | 4           | 1               | 0               | 1                 | 0                 | -          | -          | -                              | 6                              | 3                              | 34    | 7     |
| 2009-2010             | Sporting Portugal (prêt) | D1                    | 7           | 0           | -               | -               | -                 | -                 | -          | -          | C1+C3                          | 1+3                            | 0                              | 11    | 0     |
| Sous-total            | Sous-total               | Sous-total            | 7           | 0           | -               | -               | -                 | -                 | -          | -          | -                              | 4                              | 0                              | 11    | 0     |
| 2009-2010             | Málaga CF (prêt)         | Liga                  | 18          | 4           | -               | -               | -                 | -                 | -          | -          | -                              | -                              | -                              | 18    | 4     |
| 2010-2011             | Levante UD (prêt)        | Liga                  | 27          | 13          | 2               | 1               | -                 | -                 | -          | -          | -                              | -                              | -                              | 29    | 14    |
| Sous-total            | Sous-total               | Sous-total            | 45          | 17          | 2               | 1               | -                 | -                 | -          | -          | -                              | -                              | -                              | 47    | 18    |
| 2011-2012             | MFK Lokomotiv            | D1                    | 17          | 6           | 1               | 0               | -                 | -                 | -          | -          | C3                             | 7                              | 2                              | 25    | 8     |
| 2012-2013             | MFK Lokomotiv            | D1                    | 22          | 4           | 2               | 2               | -                 | -                 | -          | -          | -                              | -                              | -                              | 24    | 6     |
| 2013-2014             | MFK Lokomotiv            | D1                    | 13          | 1           | 1               | 0               | -                 | -                 | -          | -          | -                              | -                              | -                              | 14    | 1     |
| Sous-total            | Sous-total               | Sous-total            | 52          | 11          | 4               | 2               | -                 | -                 | -          | -          | -                              | 7                              | 2                              | 63    | 15    |
| 2013-2014             | Al-Jazira                | D1                    | 9           | 4           | 2               | 0               | -                 | -                 | -          | -          | AFC                            | 7                              | 1                              | 18    | 5     |
| Sous-total            | Sous-total               | Sous-total            | 9           | 4           | 2               | 0               | -                 | -                 | -          | -          | -                              | 7                              | 1                              | 18    | 5     |
| 2014-2015             | RCD Espanyol             | Liga                  | 35          | 9           | 5               | 3               | -                 | -                 | -          | -          | -                              | -                              | -                              | 40    | 12    |
| 2015-2016             | RCD Espanyol             | Liga                  | 31          | 8           | 3               | 2               | -                 | -                 | -          | -          | -                              | -                              | -                              | 34    | 10    |
| 2016-2017             | RCD Espanyol             | Liga                  | 27          | 2           | 2               | 0               | -                 | -                 | -          | -          | -                              | -                              | -                              | 29    | 2     |
| Sous-total            | Sous-total               | Sous-total            | 93          | 19          | 10              | 5               | -                 | -                 | -          | -          | -                              | -                              | -                              | 103   | 24    |
| 2017-2018             | Lazio Rome               | Serie A               | 22          | 3           | 2               | 0               | -                 | -                 | 0          | 0          | C3                             | 9                              | 3                              | 33    | 6     |
| 2018-2019             | Lazio Rome               | Serie A               | 28          | 8           | 5               | 0               | -                 | -                 | -          | -          | C3                             | 5                              | 1                              | 38    | 9     |
| 2019-2020             | Lazio Rome               | Serie A               | 30          | 9           | 1               | 0               | -                 | -                 | 1          | 0          | C3                             | 6                              | 0                              | 38    | 9     |
| 2020-2021             | Lazio Rome               | Serie A               | 25          | 8           | -               | -               | -                 | -                 | 1          | 0          | C1                             | 5                              | 1                              | 31    | 9     |
| Sous-total            | Sous-total               | Sous-total            | 105         | 28          | 8               | 0               | -                 | -                 | 1          | 0          | -                              | 25                             | 5                              | 139   | 33    |
| 2021-2022             | Genoa CFC                | Serie A               | 9           | 1           | 1               | 0               | -                 | -                 | -          | -          | -                              | -                              | -                              | 10    | 1     |
| Sous-total            | Sous-total               | Sous-total            | 9           | 1           | 1               | 0               | -                 | -                 | -          | -          | -                              | -                              | -                              | 10    | 1     |
| 2021-2022             | Inter Milan (prêt)       | Serie A               | 3           | 0           | 0               | 0               | -                 | -                 | -          | -          | -                              | -                              | -                              | 3     | 0     |
| Total sur la carrière | Total sur la carrière    | Total sur la carrière | 393         | 95          | 34              | 8               | 1                 | 0                 | 1          | 0          | -                              | 57                             | 14                             | 486   | 117   |

### En sélection nationale
| Saison                | Sélection             | Phases finales          | Phases finales | Phases finales | Phases finales | Éliminatoires CDM | Éliminatoires CDM | Éliminatoires CDM | Matchs amicaux | Matchs amicaux | Matchs amicaux | Total | Total | Total |
| Saison                | Sélection             | Compétition             | M              | B              | Pd             | M                 | B                 | Pd                | M              | B              | Pd             | M     | B     | Pd    |
| --------------------- | --------------------- | ----------------------- | -------------- | -------------- | -------------- | ----------------- | ----------------- | ----------------- | -------------- | -------------- | -------------- | ----- | ----- | ----- |
| 2004-2005             | Équateur              | -                       | -              | -              | -              | -                 | -                 | -                 | 1              | 0              | 0              | 1     | 0     | 0     |
| 2005-2006             | Équateur              | Coupe du monde 2006     | -              | -              | -              | -                 | -                 | -                 | 0              | 0              | 0              | 0     | 0     | 0     |
| 2006-2007             | Équateur              | Copa América 2007       | 2              | 0              | 0              | -                 | -                 | -                 | 9              | 1              | 0              | 11    | 1     | 0     |
| 2007-2008             | Équateur              | -                       | -              | -              | -              | 2                 | 0                 | 1                 | 5              | 1              | 0              | 7     | 1     | 1     |
| 2008-2009             | Équateur              | -                       | -              | -              | -              | 7                 | 1                 | 0                 | 1              | 0              | 0              | 8     | 1     | 0     |
| 2009-2010             | Équateur              | -                       | -              | -              | -              | 1                 | 0                 | 0                 | -              | -              | -              | 1     | 0     | 0     |
| 2010-2011             | Équateur              | Copa América 2011       | 3              | 2              | 0              | -                 | -                 | -                 | 0              | 0              | 0              | 3     | 2     | 0     |
| 2011-2012             | Équateur              | -                       | -              | -              | -              | 0                 | 0                 | 0                 | 1              | 0              | 0              | 1     | 0     | 0     |
| 2012-2013             | Équateur              | -                       | -              | -              | -              | 6                 | 5                 | 0                 | 3              | 3              | 0              | 9     | 8     | 0     |
| 2013-2014             | Équateur              | Coupe du monde 2014     | 3              | 0              | 0              | 3                 | 2                 | 0                 | 6              | 0              | 1              | 12    | 2     | 1     |
| 2014-2015             | Équateur              | Copa América 2015       | -              | -              | -              | -                 | -                 | -                 | 2              | 0              | 0              | 2     | 0     | 0     |
| 2015-2016             | Équateur              | Copa América Centenario | -              | -              | -              | 4                 | 4                 | 0                 | -              | -              | -              | 4     | 4     | 0     |
| 2016-2017             | Équateur              | -                       | -              | -              | -              | 7                 | 3                 | 0                 | -              | -              | -              | 7     | 3     | 0     |
| 2017-2018             | Équateur              | -                       | -              | -              | -              | 2                 | 0                 | 0                 | -              | -              | -              | 2     | 0     | 0     |
| Total sur la carrière | Total sur la carrière | Total sur la carrière   | 8              | 2              | 0              | 32                | 15                | 1                 | 28             | 5              | 1              | 68    | 22    | 2     |

## Palmarès
FC Bâle
- Champion de Suisse en 2008
- Vainqueur de la Coupe de Suisse en 2007 et en 2008

 Lazio Rome
- Vainqueur de la Supercoupe d'Italie en 2017 et en 2019
- Vainqueur de la Coupe d'Italie en 2019

 Inter Milan
- Coupe d'Italie
  - Vainqueur de la Coupe d'Italie 2022.